# Викулово (Тюменская область)
Ви́кулово — село в Тюменской области России. Административный центр Викуловского муниципального района.
В селе функционирует больница. Действуют 2 среднеобразовательных школы и 3 детских сада.
Работает Свято-Троицкий храм 1820 года постройки.

## Расположение
Расположено на левом берегу реки Ишим напротив впадения в неё вод реки Старицы. Находится на пересечении 3 дорог, связывающих район с другими районными центрами: город Ишим, село Абатское, село Усть-Ишим (Омская область) и 1 дороги, идущей к Озернинскому сельскому поселению.
На правом берегу реки Ишим, вниз по течению от Викуловой слободы ранее располагалась крепость (острог) Орлово городище, построенная в 1691 году, входящую в Сибирскую укрепительную линию.
В дальнейшем острог (крепость) за ненадобностью был покинут, а люди, жившие при нём, переселились в Викулово и другие места. В источниках приводится 1787 год, как дата окончательной ликвидации слободы при крепости Орлово городище.

## История

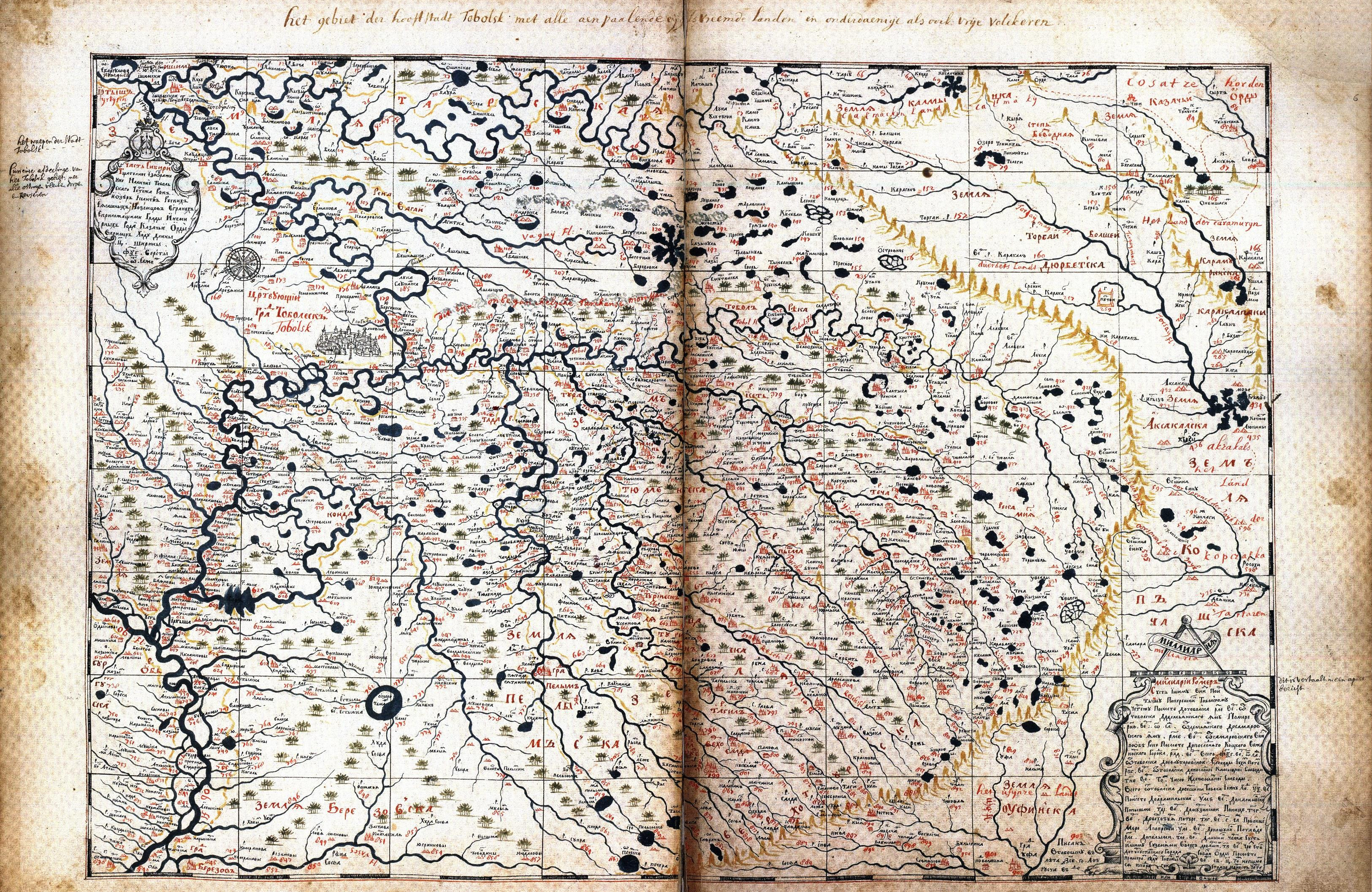
Викулова слобода на карте С. У. Ремезова 1701 года (самый верх, левее склейки). Юго-восток на карте справа

Первое упоминание о Викуловой слободе относится к 1698 года, слобода отмечена на карте С. У. Ремезова, датированной 1698 годом.
В 1782 году становится волостным центром образованной Викуловской волости Тарского уезда.
В 1780-х годах в слободе была открыта одна из первых ярмарок в Тарском уезде (позже в разное время в селе действовало в разное время 4 ярмарки и 1 торжок, больше было только в городе Таре).
10 июля 1790 года через слободу проезжал А. Н. Радищев, который записал:

…Па речке Барсуку селений много. Викулова сидит на прекрасном месте на Ишиме и заливе. Земля чёрная. Живут в сей слободе купцы. Мужики бойкие. По Ишиму земля чернозём…
— Записки путешествия в Сибирь
28 марта 1797 года Радищев возвращался обратно из ссылки и записал про слободу:

С сей реки переезжают на Ишим, на котором летом перевоз под селом Воробьёво [Орлово] Городище или Викулова, 21 верста; в сию деревню приехали мы в вербное воскресенье. Тут всегда бывает остановка в лошадях. Мужики пьяные, запрягли много лошадей, и передние уехали, прогоны взяли вперёд. Ямщик грамотей в широварах хвастает своим капиталом…
— Записки путешествия из Сибири
11 августа 1803 года село и волость вошли в образованное Слободчиковское комиссарство Тарского уезда.
В 1860—1865 гг. река Ишим в весенние паводки окончательно оторвала волостной центр на две неравные части «загород» и маленькую слободу на Шаньгином бугре. Впоследствии через 10-20 лет жители слободы полностью переселились в основную часть села.
В июне 1895 года село с рабочим визитом с ревизией посетил губернатор Тобольской губернии Н. М. Богданович, который отметил:

Село Викулово. Волость в порядке, в одной каталажной нет форточки. Хлебозапасные магазины очень хороши, хлеб чистый и свежий. Здание сельского министерского училища плохое: низкое, малое на 35-40 учеников не может быть признано годным. Викуловская волость должна была бы в ближайшем будущем позаботиться о лучшем училище, тем более что учительница, преподающая ныне в Викулове несомненно полезна населению, дети отвечают толково, разумно, пишут недурно, курс нынче окончило 7 человек. Из сопоставления воспринимающихся сведений и личных докладов гражданина крестьянского чиновника II участка Неудачина, лесничего Яроновецкого и тарского исправника можно заключить, что IV тарский крестьянский участок крайне разбросанный требует прежде всего подробного местного исследования, а в особенности мер к выяснению положения прежних и новых переселенческих посёлков и урегулирования земельных отношений их обитателей и окрестных старожилов. Посему другие хотя и крайне новые улучшения как то: устройство в Викулове больницы и склада земледельческих орудий (особенно по заявлению гражданина чиновника здесь нуждаются в молотилках) могут быть введены немедленно лишь постольку, поскольку они не мешали бы главной задаче урегулированию крестьянского землевладения крайне в том нуждающегося.
В 1898 году чиновник по крестьянским делам Тарского уезда дворянин Бестужев предпринял попытку преобразовать село Викуловское в город.
В начале двадцатого века основными воспитательными учреждениями в селе были христианская православная церковь и начальные школы.
К 1917 году в селе действовала Викуловская одноклассная смешанная церковно-приходская школа и Викуловское Романовское четырёхклассное народное сельское училище.
В 1921—1922 годах село было одним из центров антибольшевистского Западно-Сибирского восстания.
3 ноября 1923 года село становится центром Викуловского района Ишимского округа Уральской области.

## Население
| 1863  | 1868  | 1893  | 1897  | 1903  | 1909  | 1926  |
| ----- | ----- | ----- | ----- | ----- | ----- | ----- |
| 623   | ↘566  | ↗1893 | ↘1349 | ↘907  | ↗990  | ↗1410 |
| 1959  | 1970  | 1979  | 1989  | 2002  | 2010  | 2021  |
| ↗4097 | ↗4750 | ↗6138 | ↗6751 | ↗6997 | ↘6995 | ↘6573 |

## Улицы

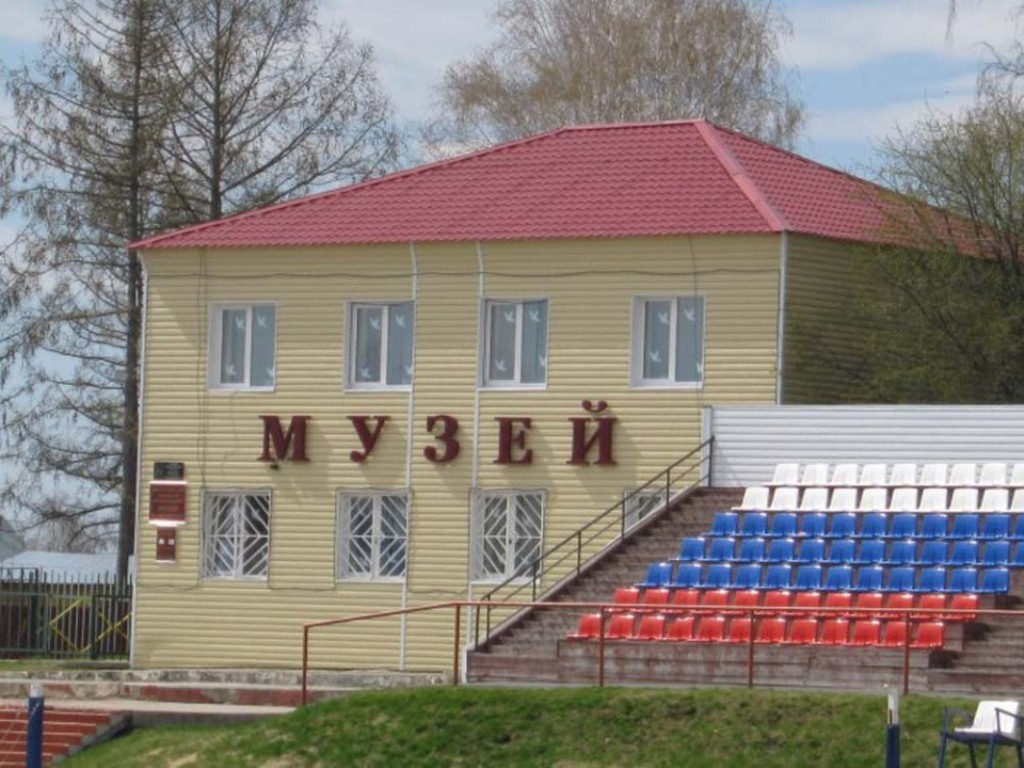
Районный музей в Викулове

В Викулово 56 улиц, 8 переулков и 1 торговая площадь.
Самая длинная это улица Свободы.

## Образование

### Школы
- Викуловская средняя общеобразовательная школа № 1 (ВСОШ № 1)
- Викуловская средняя общеобразовательная школа № 2 (ВСОШ № 2)
- Викуловская средняя общеобразовательная (коррекционная школа) № 1 (ВСОШ № 1)

### Детские сады
- Викуловский детский сад «Колосок»
- Викуловский детский сад «Дельфин»

## Известные уроженцы
- Гапоненко, Даниил Васильевич — Герой Советского Союза.